# Уґіс Крастіньш
Уґіс Крастіньш, або Угіс Крастіньш (латис. Uģis Krastiņš, англ. Ugis Krastins; нар. 16 травня 1970, Латвія) — латвійський волейболіст, який грав на позиції пасувальника (зв'язкового); після завершення ігрової кар'єри — тренер. Колишній  головний тренер чоловічої збірної України та львівського ВК «Барком-Кажани».

## Життєпис
Народився 16 травня 1970 року в Латвії в родині В. Крастіньша.
У волейболі — з дванадцяти років.
Від 1995 року грав у Фінляндії за клуб «Ваммалан Лентопалло» (ВаЛеПа; Vammalan Lentopallo). У сезоні 1998/1999 грав у складі боснійського (хорватського) ВК «Pauk Domaljevac Županja», у 1999/2000 — у «Напапіїрін Паллокетут» (Napapiirin Palloketut, Рованіємі), у 2000/2001 — у «Nice Volley-Ball» (Ніцца), у 2002/2007 — у «Перунґан Поят» (Perungan Pojat, Рованіємі) (у цій команді протягом певного часу був граючим тренером). Ігрову кар'єру завершив у 2008 році у «Ваммалан Лентопалло» (ВаЛеПа).
Тренував жіночу команду — вона була першою в його тренерській кар'єрі. Працював помічником тренера чоловічої збірної Латвії з волейболу Раймондса Вілде.
Не планував працювати в Україні. Одними з перших вражень від нової країни був повільний темп змін тут.
Під керівництвом Уґіса Крастіньша чоловіча збірна України (2017—2024) виходила до чвертьфіналів чемпіонатів світу (2022) та Європи (2019, 2023) — національний рекорд команди на обох турнірах, також суттєво покращила позиції у світовому рейтингу: з 56-го місця вийшла на 16-те.
Президент ФВУ Михайло Мельник:
|  | Не можу сказати, хто він [новий тренер] буде. Буде конкурс, може, виграє й інший. Але, хто б не був, насамперед хочу подякувати Угісу Крастіньшу, нашому тренеру, який дуже багато зробив для українського волейболу, приніс до нас ту європейськість, дав правильний напрямок. Але час іде, і нам потрібно рухатися вперед. |

## Досягнення

### Як гравець
Латвія 
- Чемпіон Латвії (2): 1996-1997, 1997-1998.

 Хорватія 
- Срібний призер Хорватії: 1998-1999.
- Фіналіст Кубка Хорватії: 1998-1999.

 Фінляндія
- Чемпіон Фінляндії (2): 2002-2003, 2006-2007.
- Срібний призер Фінляндії (2): 1999-2001, 2001-2002.
- Фіналіст Кубка Фінляндії (3): 2001-2002, 2002-2003, 2003-2004.

### Клубні
Фінляндія
- Чемпіон Фінляндії (2): 2011-2012, 2013-2014.
- Срібний призер Фінляндії (2): 2010-2011, 2015-2016.
- Бронзовий призер Фінляндії (2): 2012-2013, 2014-2015.
- Переможець Кубка Фінляндії: 2012-2013.
- Фіналіст Кубка Фінляндії (2): 2013-2014, 2014-2015.

 Україна 
- Чемпіон України (3): 2017–2018, 2018–2019, 2020–2021.
- Срібний призер України (2): 2016–2017, 2021–2022.
- Переможець Кубка України (4): 2016-2017, 2017-2018, 2018-2019, 2020-2021.
- Переможець Суперкубка України (4): 2016, 2018, 2019, 2020.
- Фіналіст Суперкубка України (2): 2017, 2021.

### У збірних
Україна
- Чемпіон Євроліги: 2017.
- Срібний призер Євроліги (2):  2021, 2023.
- Бронзовий призер Кубка Претендентів:  2023.

### Індивідуальні
- Найкращий зв'язуючий чемпіонату Фінляндії 2002-2003.
- Найкращий зв'язуючий чемпіонату Фінляндії 2004-2005.
- MVP чемпіонату Фінляндії 2004-2005.
- Найкращий зв'язуючий чемпіонату Фінляндії 2005-2006.
- Кращий волейбольний тренер Латвії 2018[18]

## Сім'я
Дружина — Анжеліка, дочка — Анета, син — Елвісс, волейболіст.